# Why Father Learned to Ride
Why Father Learned to Ride è un cortometraggio muto del 1909 diretto da Lewin Fitzhamon.

## Trama
Il vecchio padre si mette a cavalcioni su una bicicletta all'inseguimento dei fuggitivi.

## Produzione
Il film fu prodotto dalla Hepworth.

## Distribuzione
Distribuito dalla Hepworth, il film - un cortometraggio di 114,3 metri - uscì nelle sale cinematografiche britanniche nel febbraio 1909. Negli Stati Uniti, dove la pellicola uscì nel maggio dello stesso anno, la distribuzione venne affidata alla Empire Film Company.
Si conoscono pochi dati del film che, prodotto dalla Hepworth, fu distrutto nel 1924 dallo stesso produttore, Cecil M. Hepworth. Fallito, in gravissime difficoltà finanziarie, il produttore pensò in questo modo di poter almeno recuperare il nitrato d'argento della pellicola.